# Гек (медресе, Сівас)
Медресе Гек (тур. Gök Medrese, букв. Небесне Медресе або Блакитне Медресе), також відоме як Медресе Сахібіє (тур. Sahibiye Medresesi) — медресе XIII-го століття, ісламський навчальний заклад у Сівасі, Туреччина.

## Історія
Медресе було споружене за наказом Сахіба Ати, візира і де-факто правителя сельджуцького Румського султанату 3 1277 року  після смерті Перване. За ініціативою Сахіба Ати було збудовано багато будівель в Анатолії, проте Гек є однією з найвизначніших з-поміж них. Спочатку медресе називалося Сахібіє на честь Сахіба Ати. Але сьогодні воно відоме як Медресе Гек (блакитне медресе) через небесно-блакитні плитки, що покривають стіни будівлі.
Головним проєктувальником будівлі став архітектор вірменського або грецького походження, відомий як Калоян (грец. Καλό Γιάννη) з Коньї. Спочатку будівля мала два поверхи, а також хамам (турецьку лазню) і кухню для 30 осіб. Втім, на сьогодні існують лише 13 кімнат нижнього поверху. Медресе було реконструйоване в 1823 році та використовувався аж до 1926 року.

## Технічні дані
Два високих мінарети заввишки 25 м стоять на кожній стороні порталу. Ширина будівлі становить 31,25 м. Розміри двору —24,25×14,40 м. Простір розділений на дві частини, одна з яких веде до молитовної кімнати, а інша — до класу.

## Вакф
В ісламськіх країнах доби середньовіччя вакф  був джерелом доходів, виділених на експлуатацію і утримання фондів, а також на платню персоналу. У випадку медресе Геок, 85 ринків, дев'ять сіл, дві ферми та деякі інші джерела становили вакф.

## Галерея

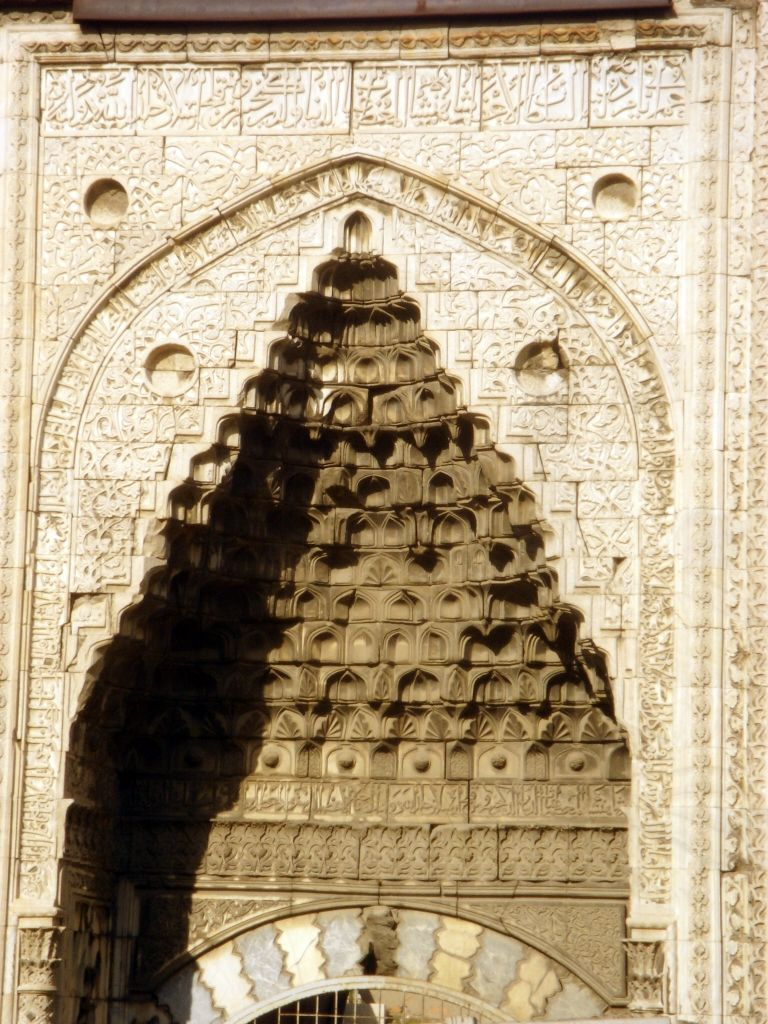
Мукарни на порталі.
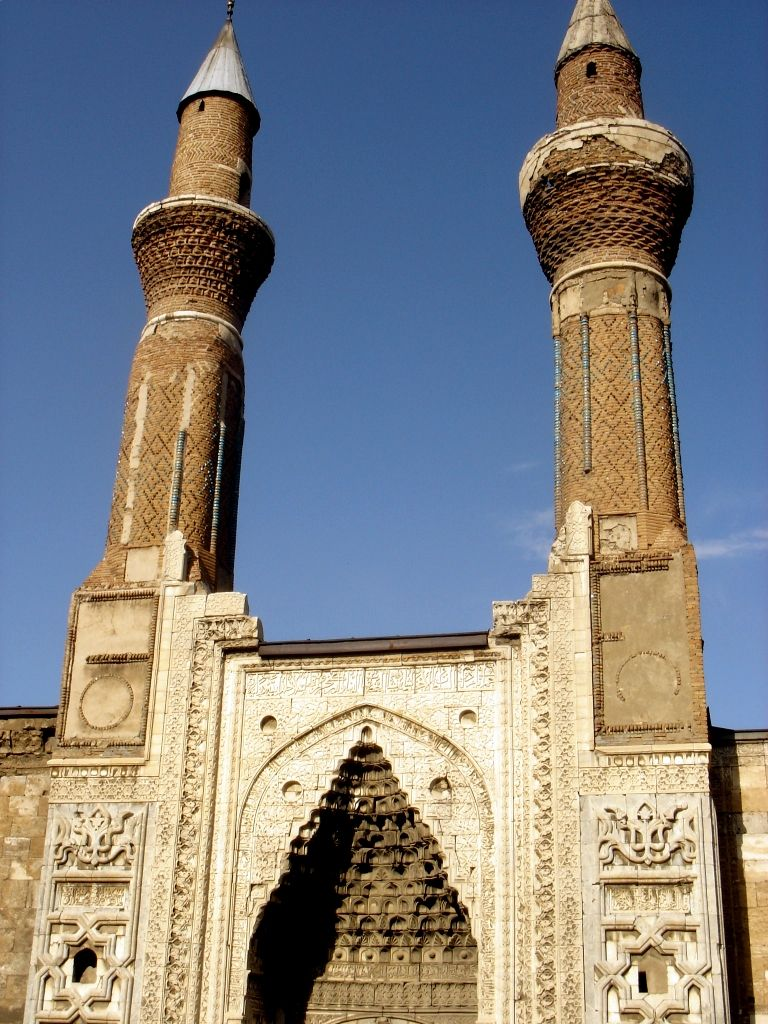
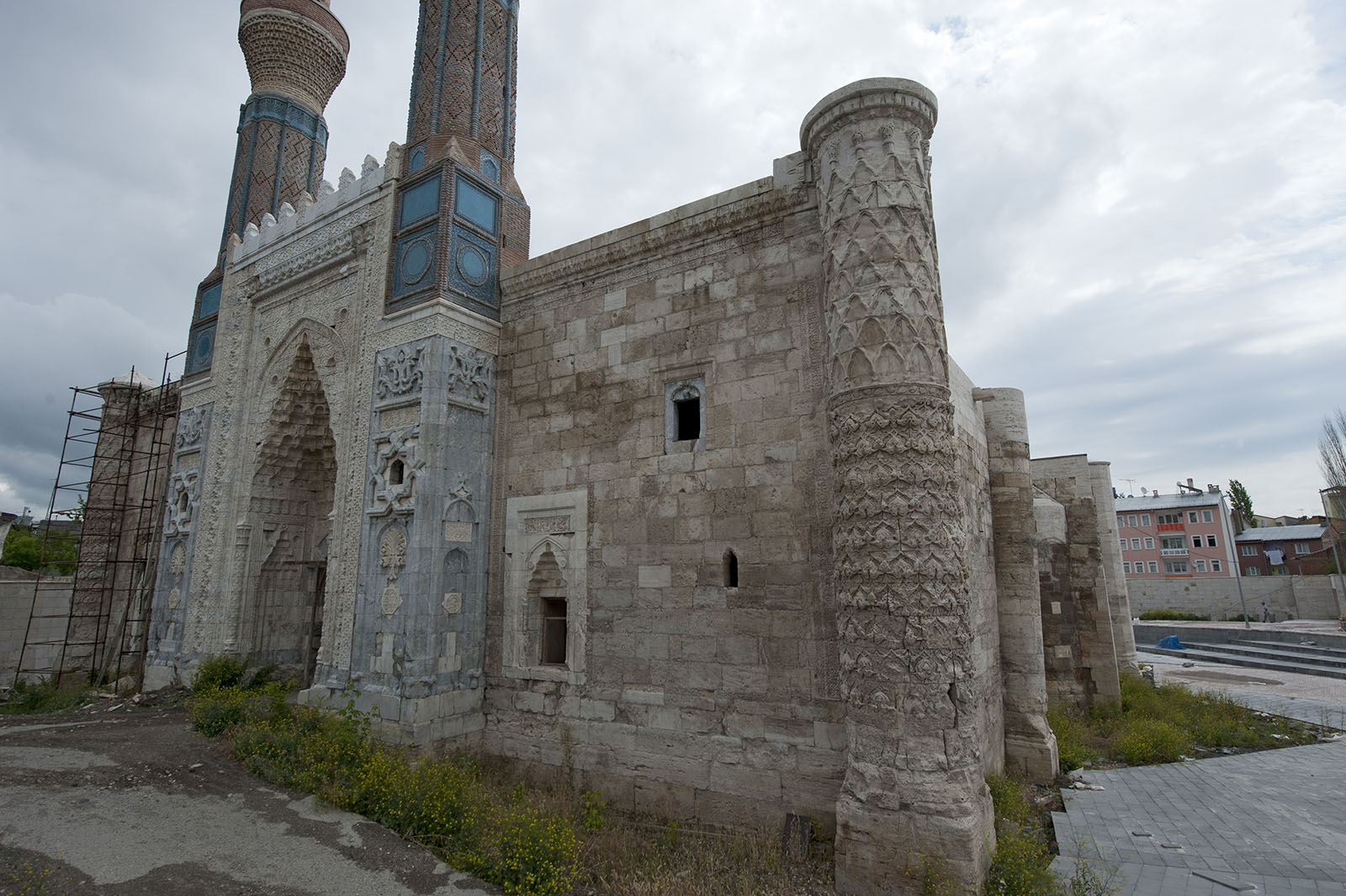
Медресе Гек під час реставрації
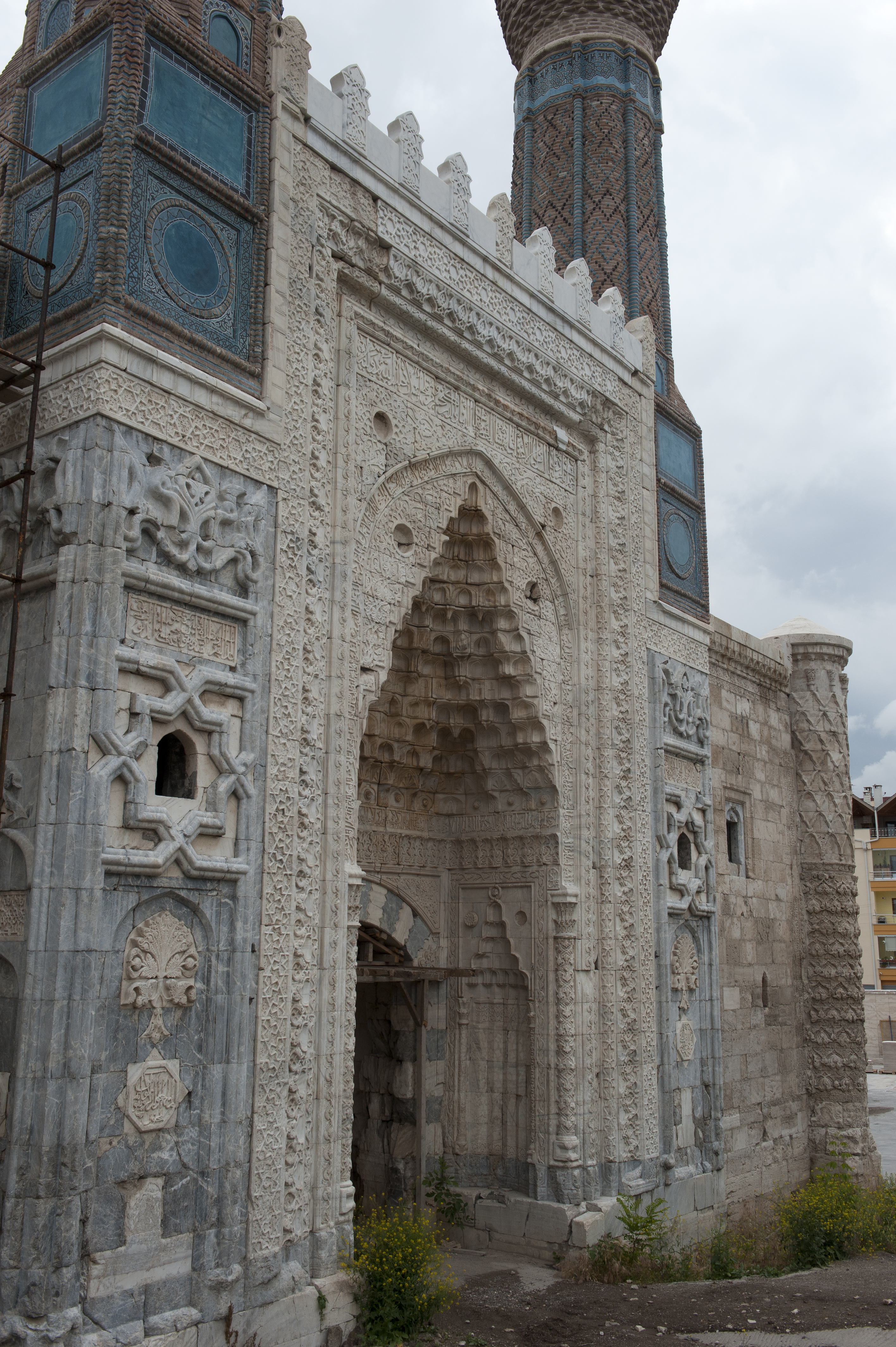
Медресе Гек перед реставрацією (портал)
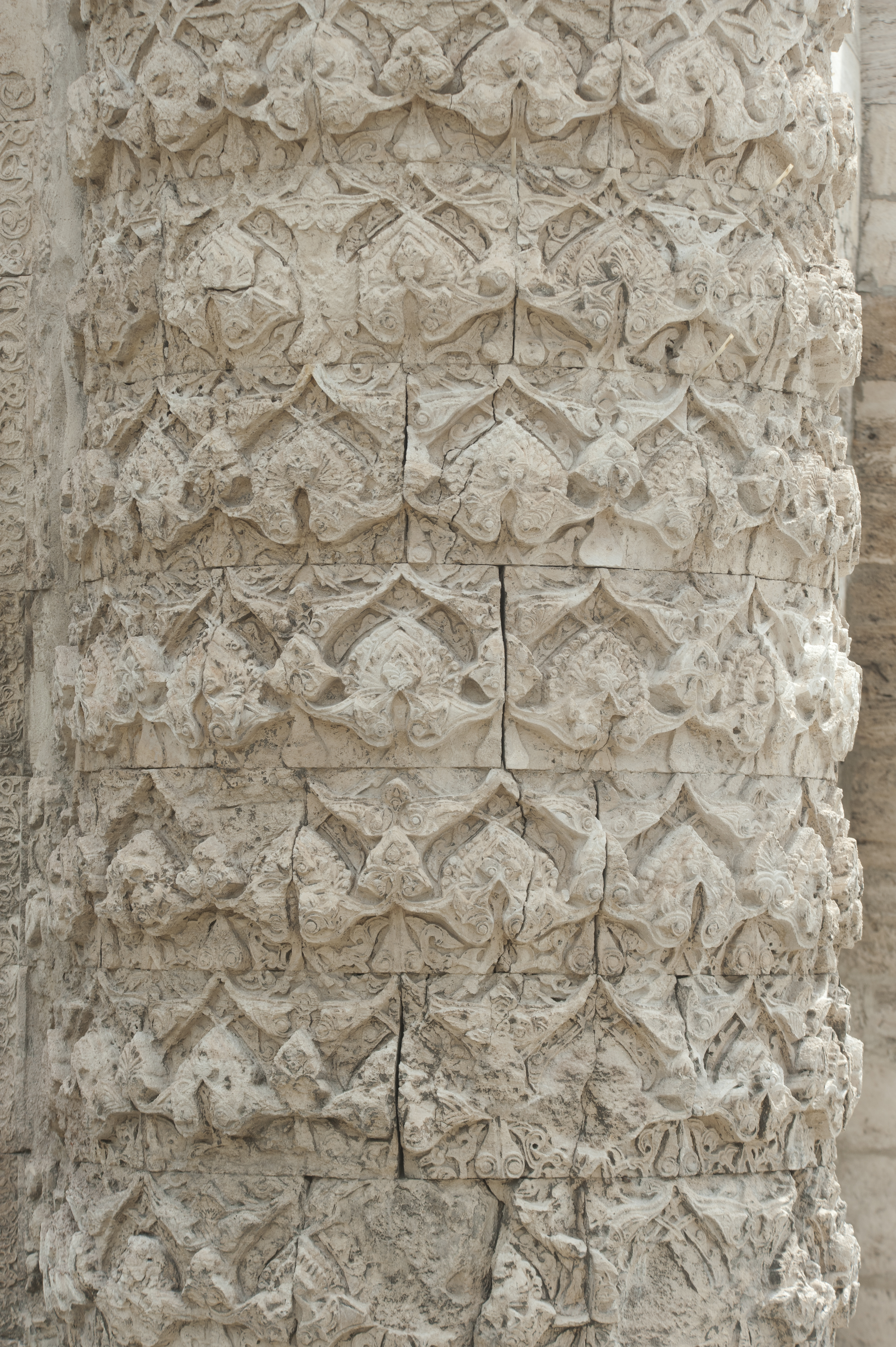
Медресе Гек перед реставрацією (декорування)
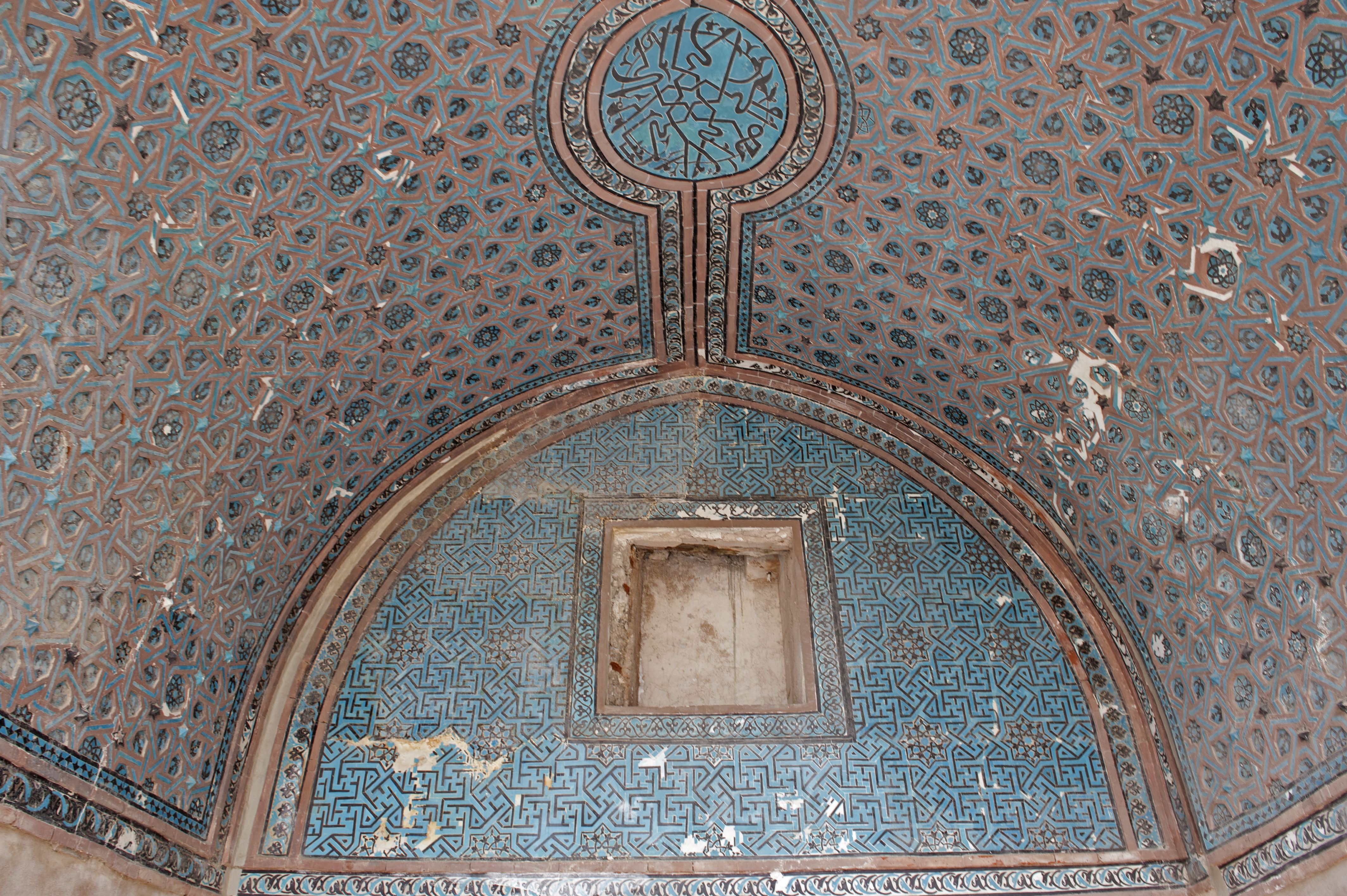
Медресе Гек перед реставрацією (стеля всередині)
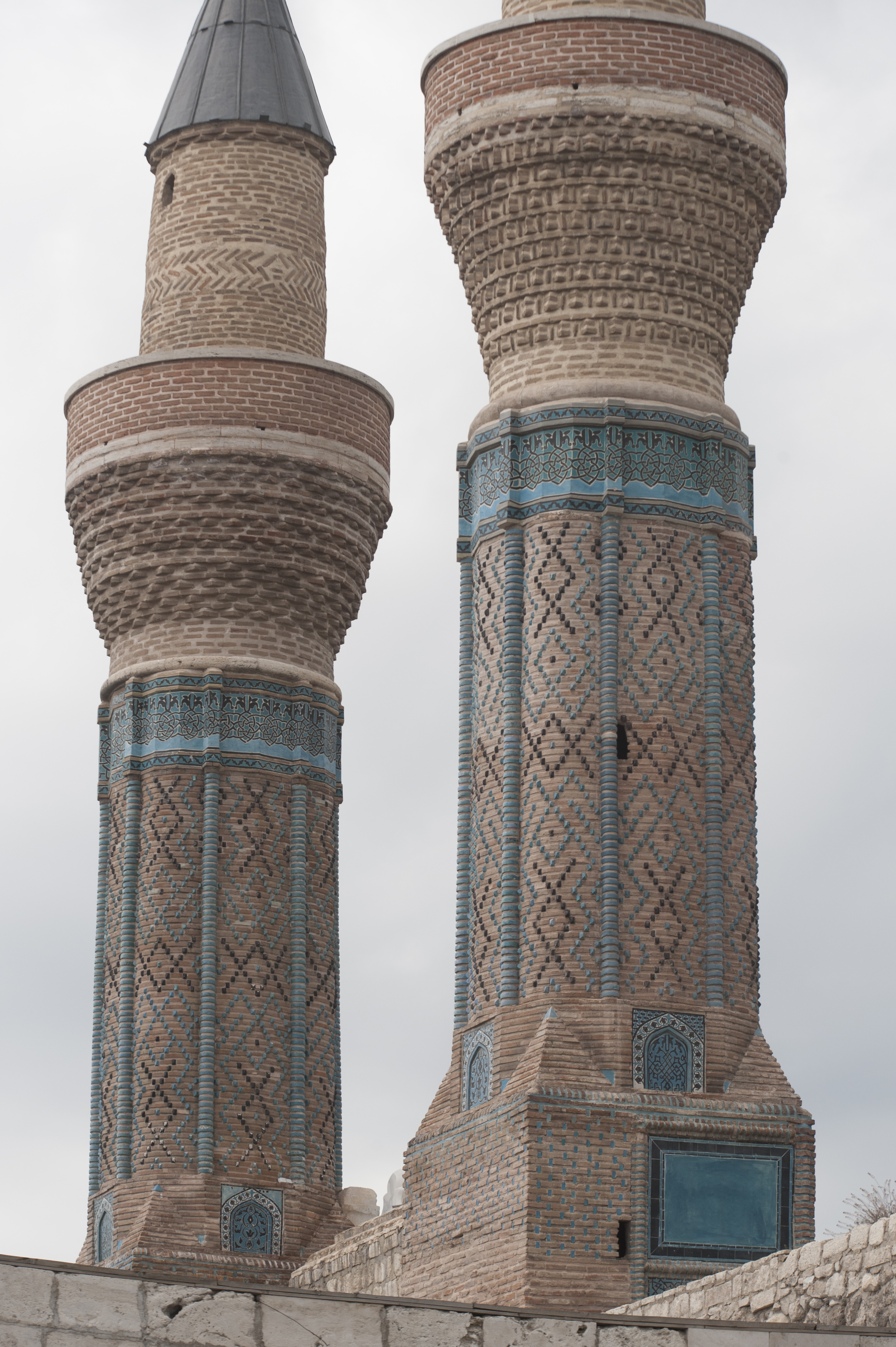
Медресе Гек під час реставрації (мінарети)
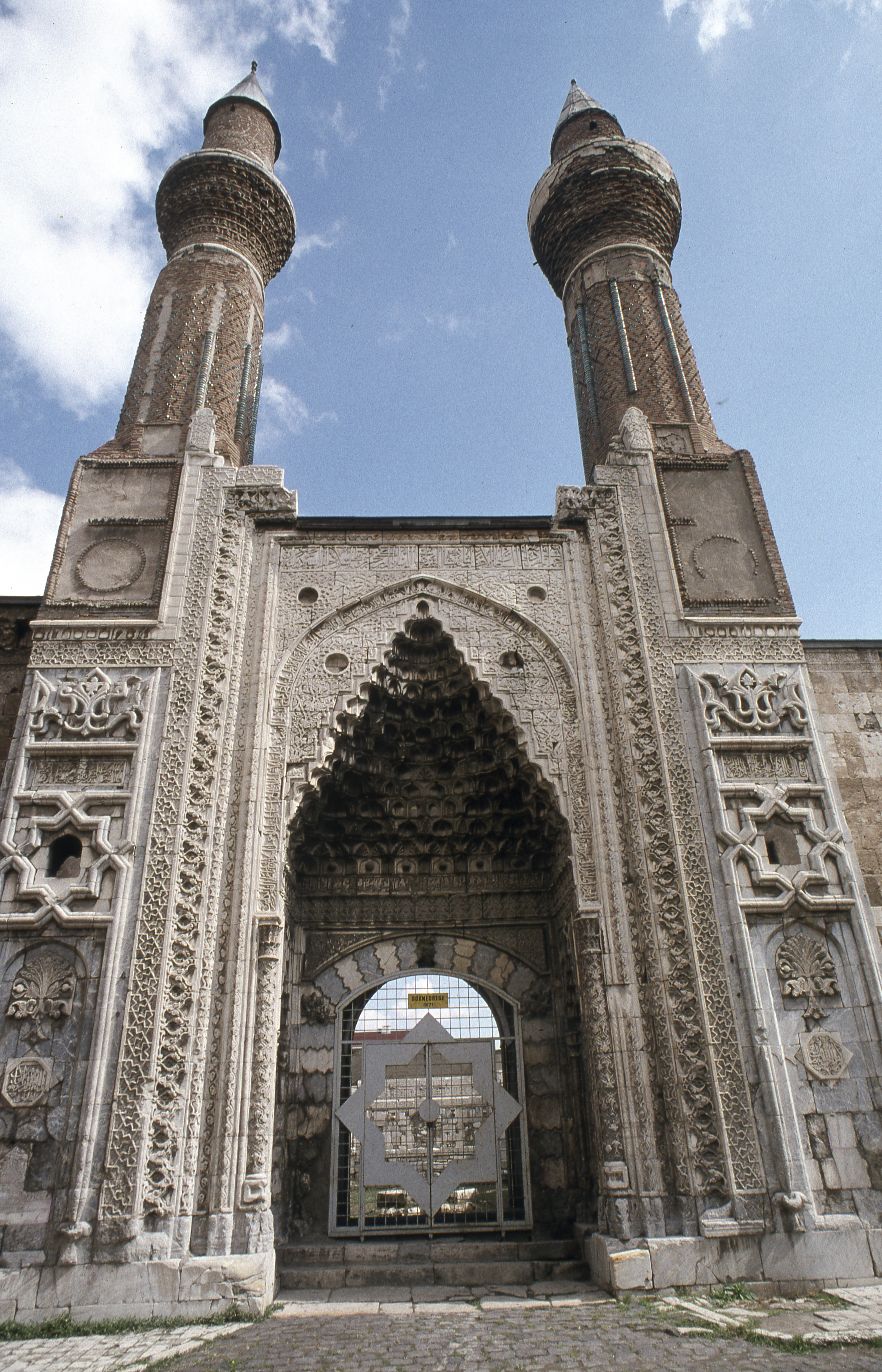
Медресе Гек перед реставрацією (портал)
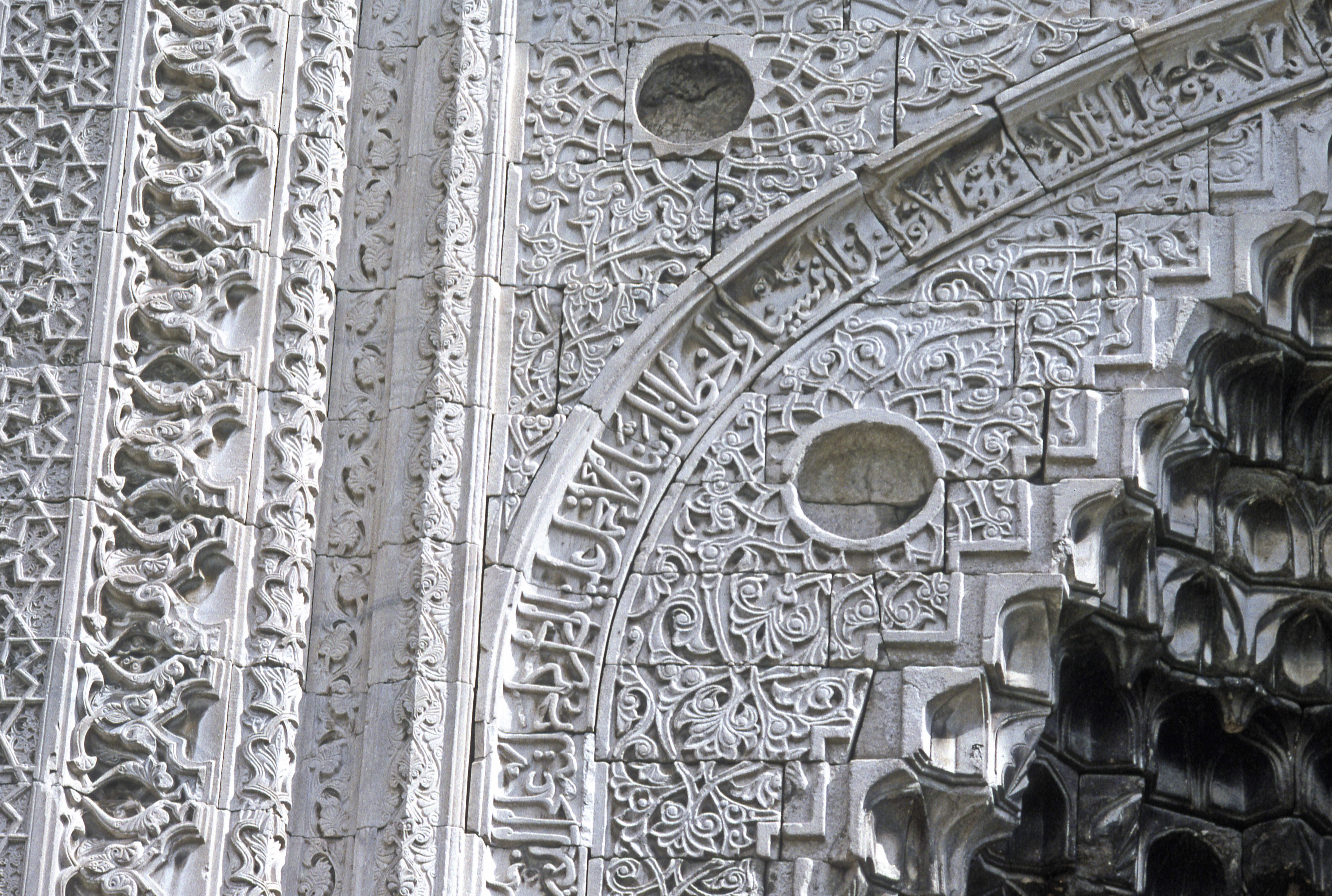
Медресе Гек перед реставрацією (частина порталу)
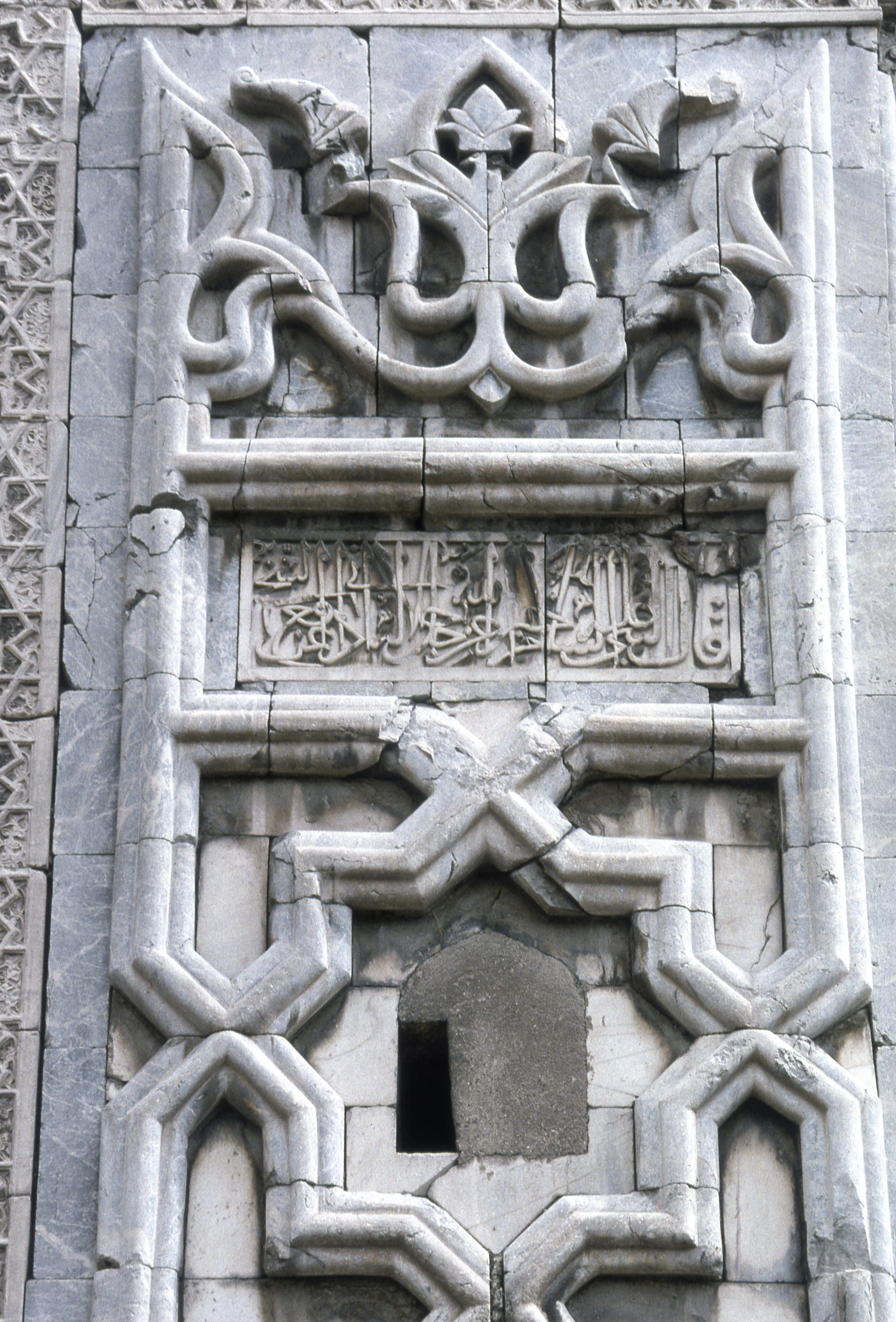
Медресе Гек перед реставрацією (частина порталу)
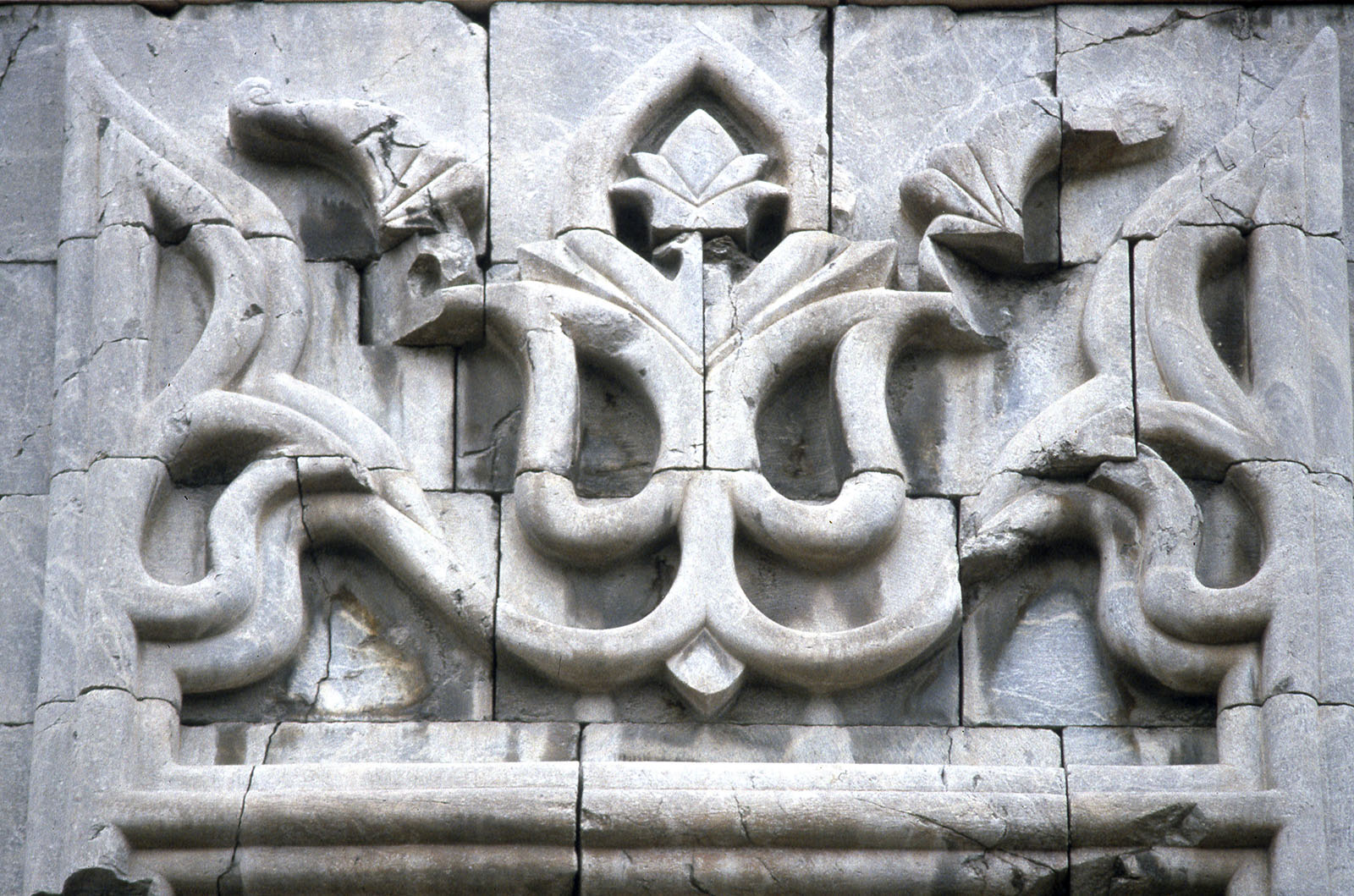
Медресе Гек перед реставрацією (частина порталу)
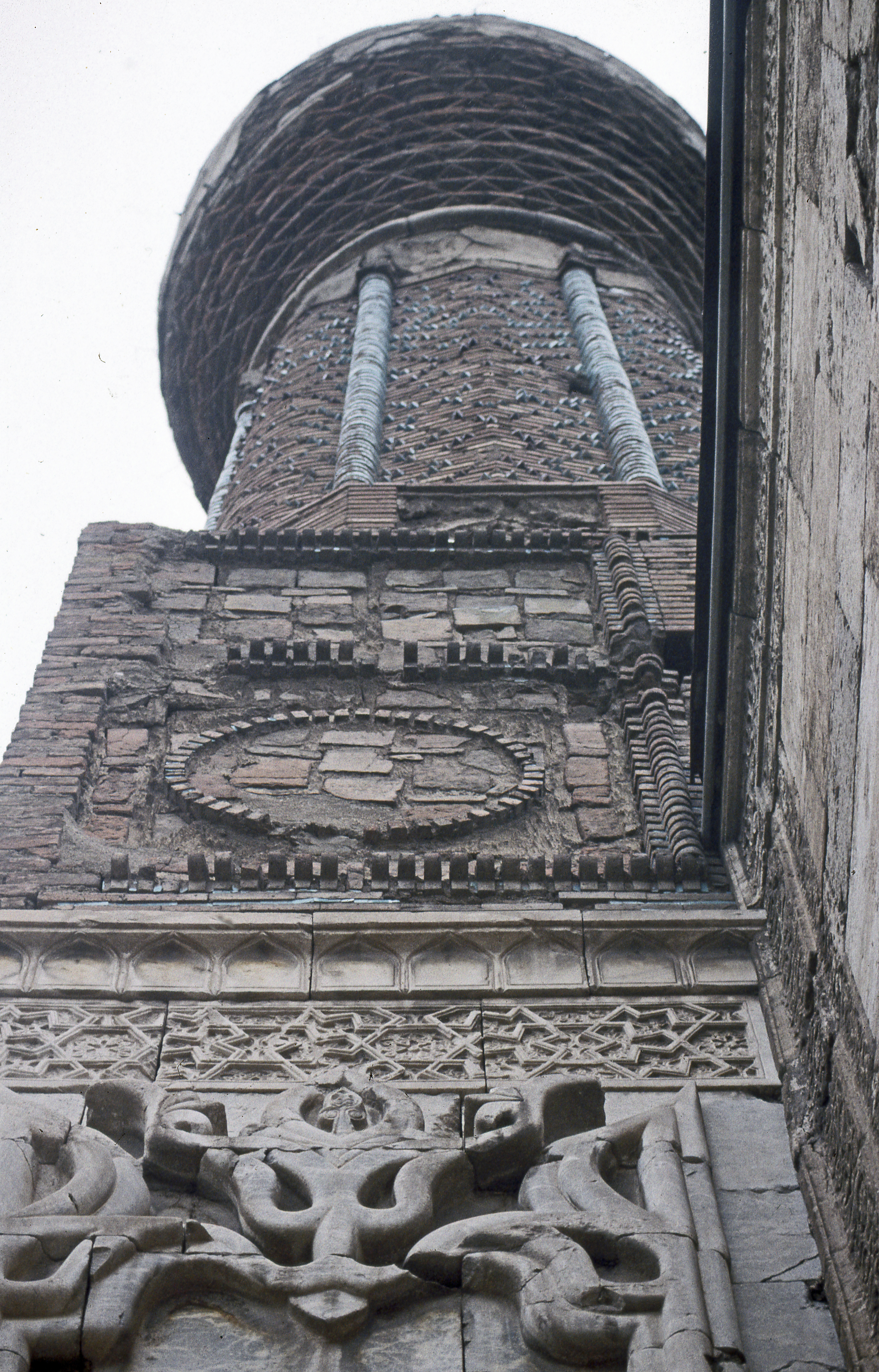
Медресе Гек перед реставрацією (частина порталу)
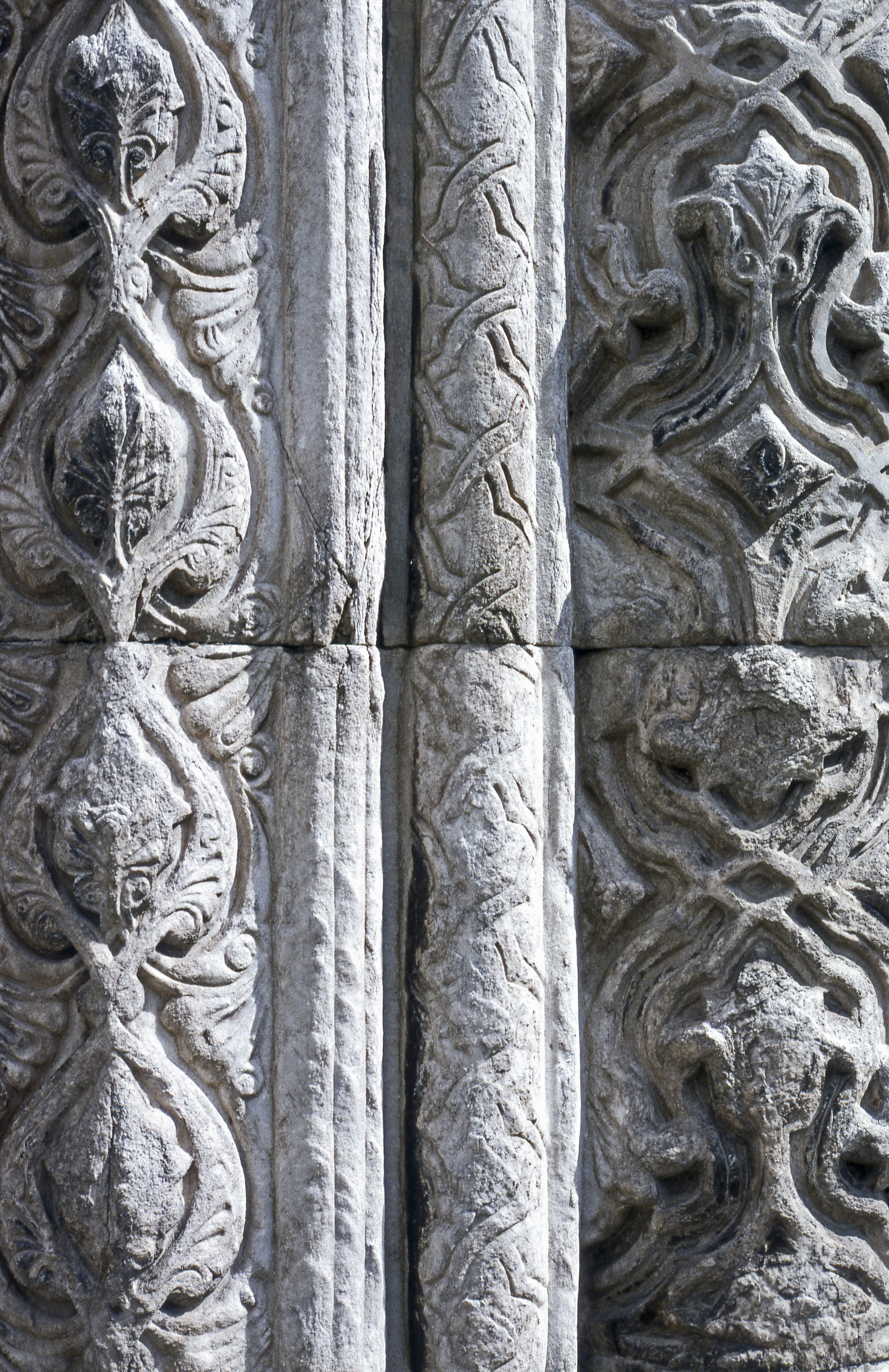
Медресе Гек перед реставрацією (декорування)
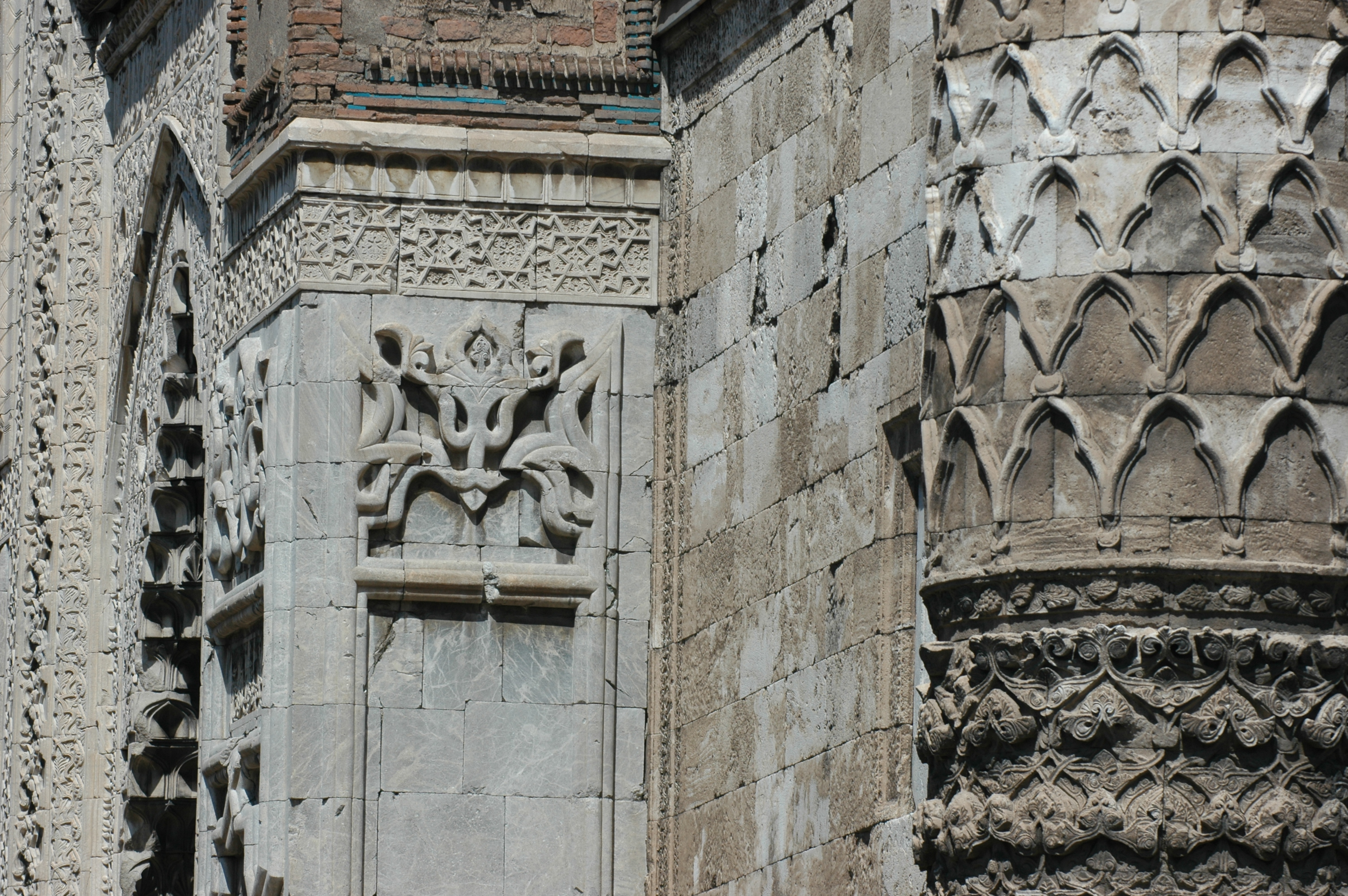
Медресе Гек перед реставрацією